# 马庄回族乡
马庄回族乡，是中华人民共和国河南省平顶山市叶县下辖的一个乡镇级行政单位。

## 行政区划
马庄回族乡下辖以下地区：
马庄村、李庄村、水郭村、雷庄村、大陈庄村、习娄村和小河赵村。